# Oamaru
Oamaru ( ? i  escolteu-ne la pronunciació en anglès) és un poble neozelandès localitzat a la regió d'Otago a l'illa del Sud. És el poble principal del districte de Waitaki i es localitza a 94 quilòmetres de Dunedin. El 2011 s'estimava que Oamaru tenia 12.800 habitants.

## Etimologia
El nom Oamaru és un nom maori significant el lloc de Maru. La identitat de Maru encara es desconeix avui.

## Geografia
Oamaru es localitza al nord-est de la regió d'Otago, prop de la regió de Canterbury. S'ubica a 94,31 quilòmetres de la capital regional de Dunedin; a 219,02 quilòmetres de la ciutat més gran de l'illa, Christchurch; a 524,64 quilòmetres de la capital neozelandesa de Wellington i a 971,74 quilòmetres de la ciutat neozelandesa més gran, Auckland.

## Política
Nacionalment, Alexandra es localitza a la circumscripció electoral general de Waitaki i a la circumscripció electoral maori de Te Tai Tonga de la Cambra de Representants de Nova Zelanda.
Waitaki es considera una circumscripció electoral històricament i actualment conservadora. Des de les eleccions de 2008 ha guanyat sempre el Partit Nacional, i el Partit Laborista no ha guanyat des de les eleccions de 1987. Des de les eleccions de 2008 ha guanyat sempre Jacqui Dean. En les eleccions de 2011 Dean guanyà amb el 61,45% del vot de la circumscripció. En segon lloc quedà Barry Monks del Partit Laborista amb el 24,02% del vot.
Te Tai Tonga, per altra banda, es considera una circumscripció liberal. Des de les eleccions de 2011, i entre les eleccions de 1999 i 2005, ha guanyat sempre el Partit Laborista. Des de les eleccions de 2011 ha guanyat sempre Rino Tirikatene. En les eleccions de 2011 Tirikatene guanyà amb el 40,62% del vot de la circumscripció. En segon lloc quedà Rahui Katene del Partit Maori amb el 31,79% del vot.

## Clima
| Paràmetres climàtics mitjans de Oamaru | Paràmetres climàtics mitjans de Oamaru | Paràmetres climàtics mitjans de Oamaru | Paràmetres climàtics mitjans de Oamaru | Paràmetres climàtics mitjans de Oamaru | Paràmetres climàtics mitjans de Oamaru | Paràmetres climàtics mitjans de Oamaru | Paràmetres climàtics mitjans de Oamaru | Paràmetres climàtics mitjans de Oamaru | Paràmetres climàtics mitjans de Oamaru | Paràmetres climàtics mitjans de Oamaru | Paràmetres climàtics mitjans de Oamaru | Paràmetres climàtics mitjans de Oamaru | Paràmetres climàtics mitjans de Oamaru |
| Mes                                    | Gen.                                   | Feb.                                   | Mar.                                   | Abr.                                   | Mai.                                   | Jun.                                   | Jul.                                   | Ago.                                   | Set.                                   | Oct.                                   | Nov.                                   | Des.                                   | Anual                                  |
| -------------------------------------- | -------------------------------------- | -------------------------------------- | -------------------------------------- | -------------------------------------- | -------------------------------------- | -------------------------------------- | -------------------------------------- | -------------------------------------- | -------------------------------------- | -------------------------------------- | -------------------------------------- | -------------------------------------- | -------------------------------------- |
| Temperatura màxima registrada °C (°F)  | 33 (91,4)                              | 27 (80,6)                              | 27 (80,6)                              | 24 (75,2)                              | 21 (69,8)                              | 21 (69,8)                              | 18 (64,4)                              | 21 (69,8)                              | 22 (71,6)                              | 24 (75,2)                              | 26 (78,8)                              | 30 (86)                                | 33 (91,4)                              |
| Temperatura mínima registrada °C (°F)  | −2 (28,4)                              | 1 (33,8)                               | 4 (39,2)                               | 1 (33,8)                               | 0 (32)                                 | −2 (28,4)                              | −3 (26,6)                              | −1 (30,2)                              | 0 (32)                                 | 1 (33,8)                               | 1 (33,8)                               | 2 (35,6)                               | −3 (26,6)                              |
| Temperatura diària màxima °C (°F)      | 20 (68)                                | 19 (66,2)                              | 18 (64,4)                              | 16 (60,8)                              | 13 (55,4)                              | 11 (51,8)                              | 10 (50)                                | 12 (53,6)                              | 12 (53,6)                              | 15 (59)                                | 16 (60,8)                              | 18 (64,4)                              | 15 (59)                                |
| Temperatura diària mínima °C (°F)      | 13 (55,4)                              | 13 (55,4)                              | 11 (51,8)                              | 9 (48,2)                               | 6 (42,8)                               | 4 (39,2)                               | 3 (37,4)                               | 5 (41)                                 | 6 (42,8)                               | 8 (46,4)                               | 10 (50)                                | 12 (53,6)                              | 8,4 (47,1)                             |
| Precipitació total mm (polzades)       | 33 (1,3)                               | 40 (1,6)                               | 30 (1,2)                               | 24 (0,9)                               | 20 (0,8)                               | 46 (1,8)                               | 47 (1,9)                               | 40 (1,6)                               | 50 (2)                                 | 24 (0,9)                               | 52 (2)                                 | 47 (1,9)                               | 37,8 (1,5)                             |
| Font: MyWeather2.com                   |                                        |                                        |                                        |                                        |                                        |                                        |                                        |                                        |                                        |                                        |                                        |                                        |                                        |